# 亞士堅胡
亞士堅胡是澳洲新南威爾斯州雪梨內西區的一個市區，位於雪梨商業中心區西南方6（3.7英里）處，雪梨市地方政府行政區內。
亞士堅胡西接紐鎮，北接紅坊，南接星披打，東接亞力山打。
該區為市郊住宅區。

## 教育
- 亞士堅胡公立學校（Erskineville Public School），建於1883年
- 聖母天主教小學（St Mary's Catholic Primary School），建於1887年，1912年遷至現址
- 紐鎮演藝中學（英语：Newtown High School of the Performing Arts）

### 鄰近市區
- 亞力山打公園社區學校（英语：Alexandria Park Community School）
- 麻力胡中學（英语：Marrickville High School）

## 圖集

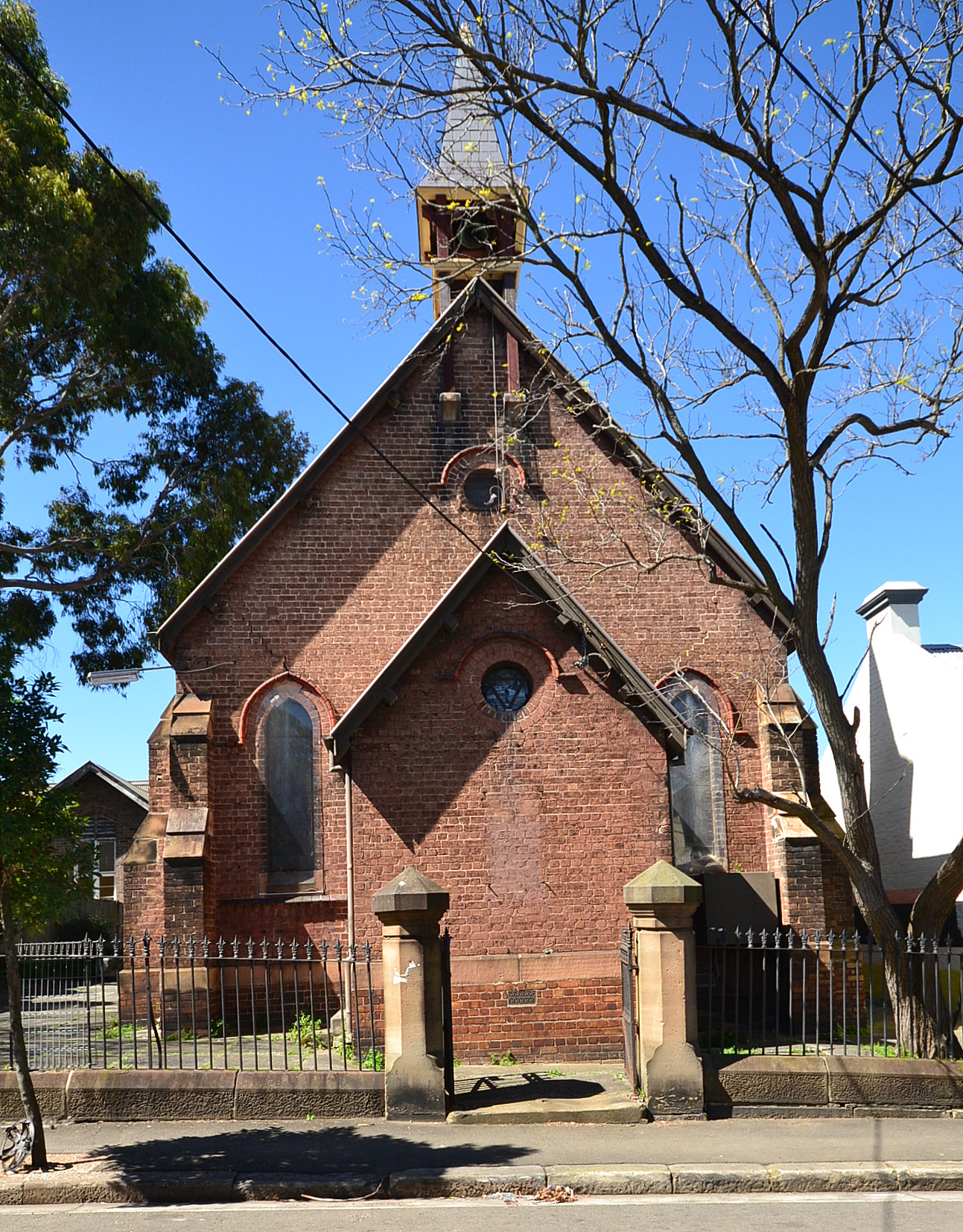
聖公會聖三一堂
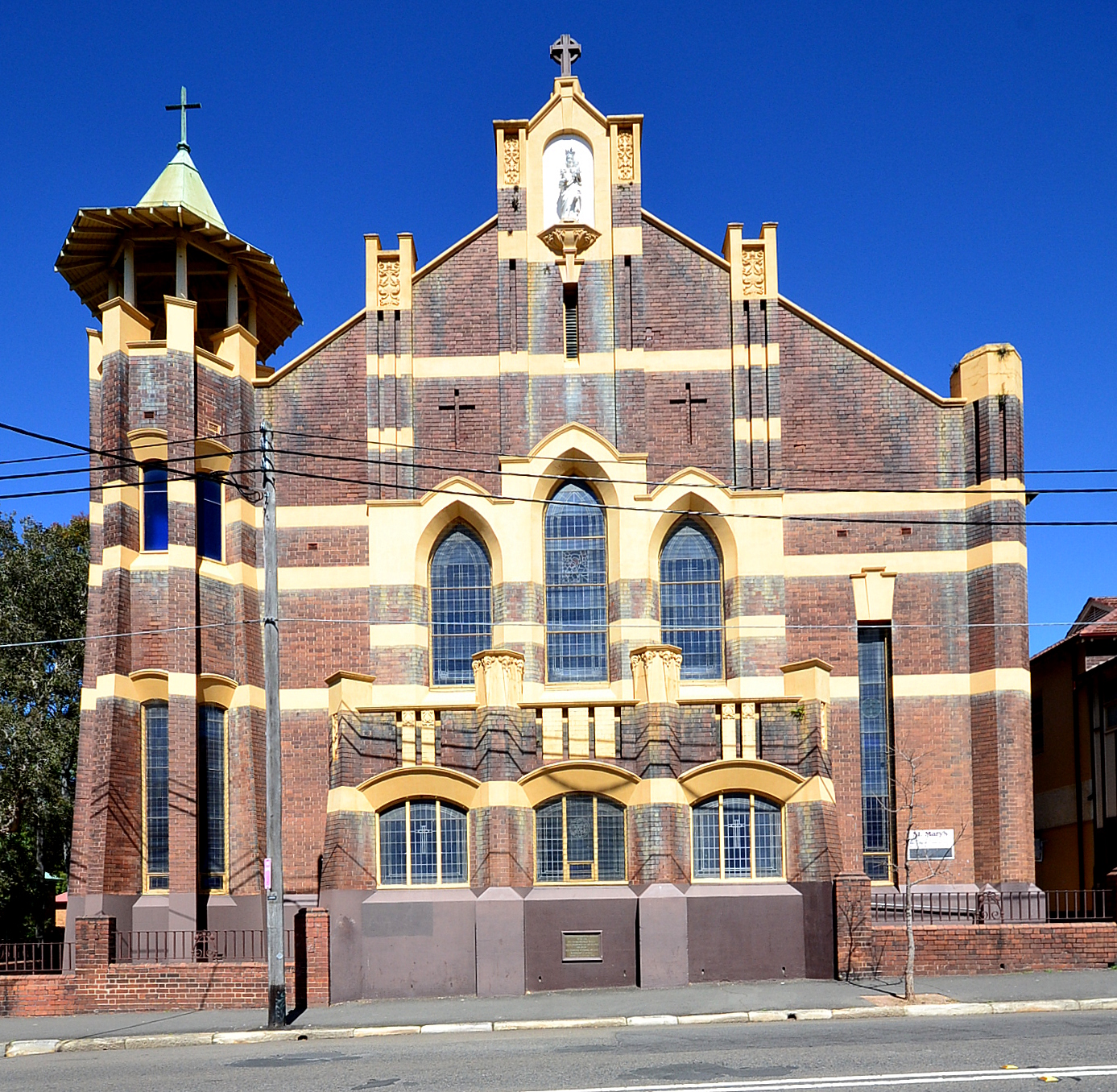
天主教聖母堂
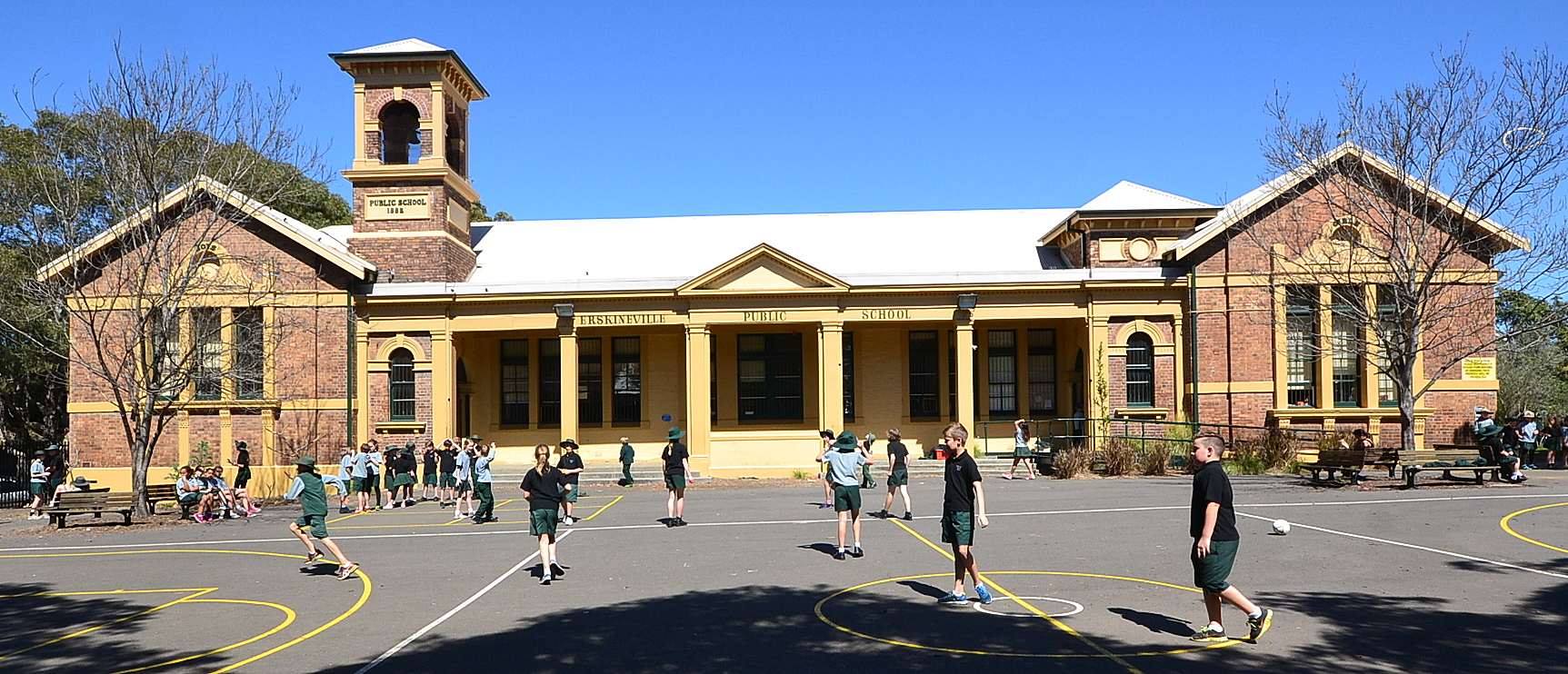
亞士堅胡公立學校
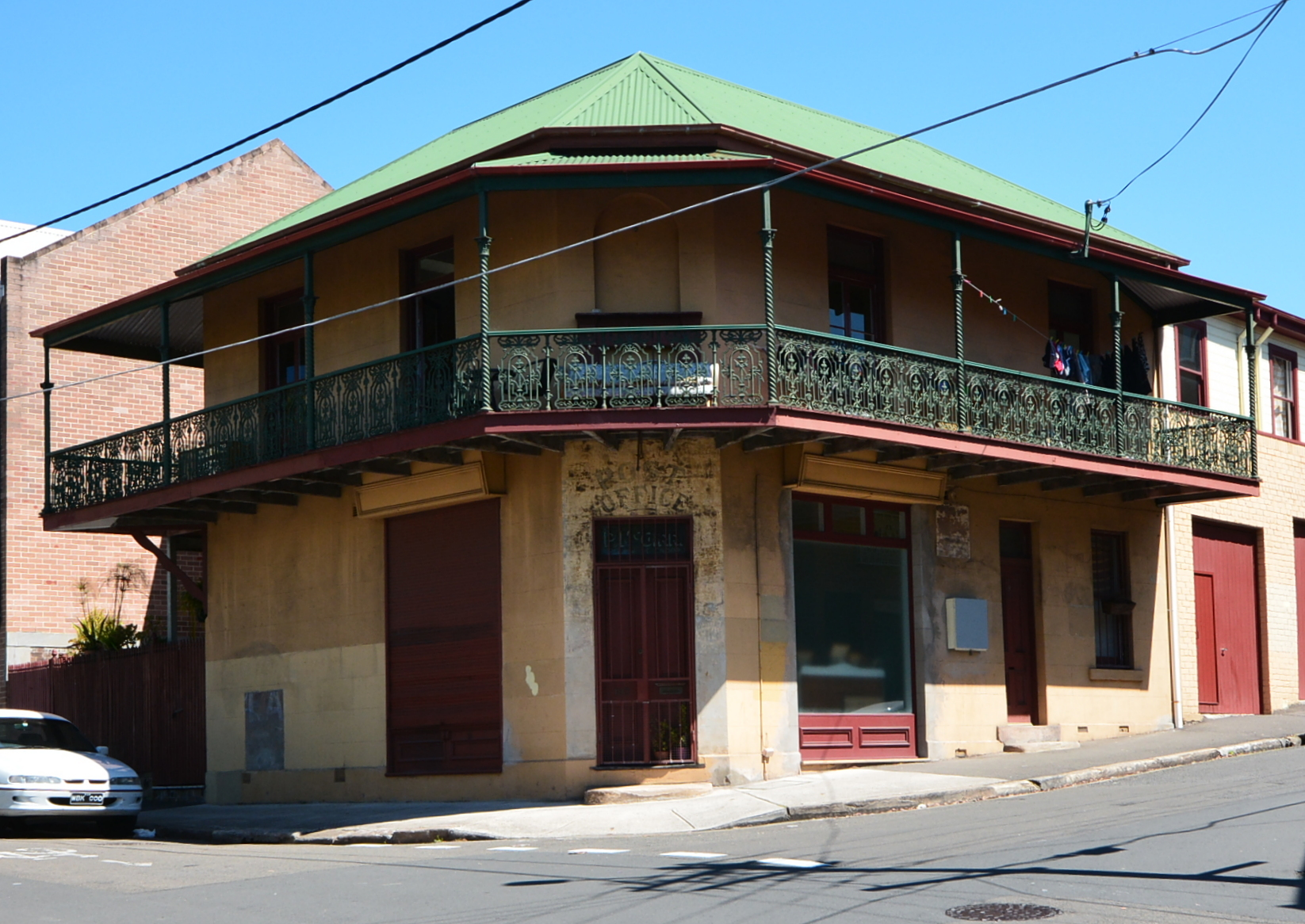
麥當勞城信館舊址
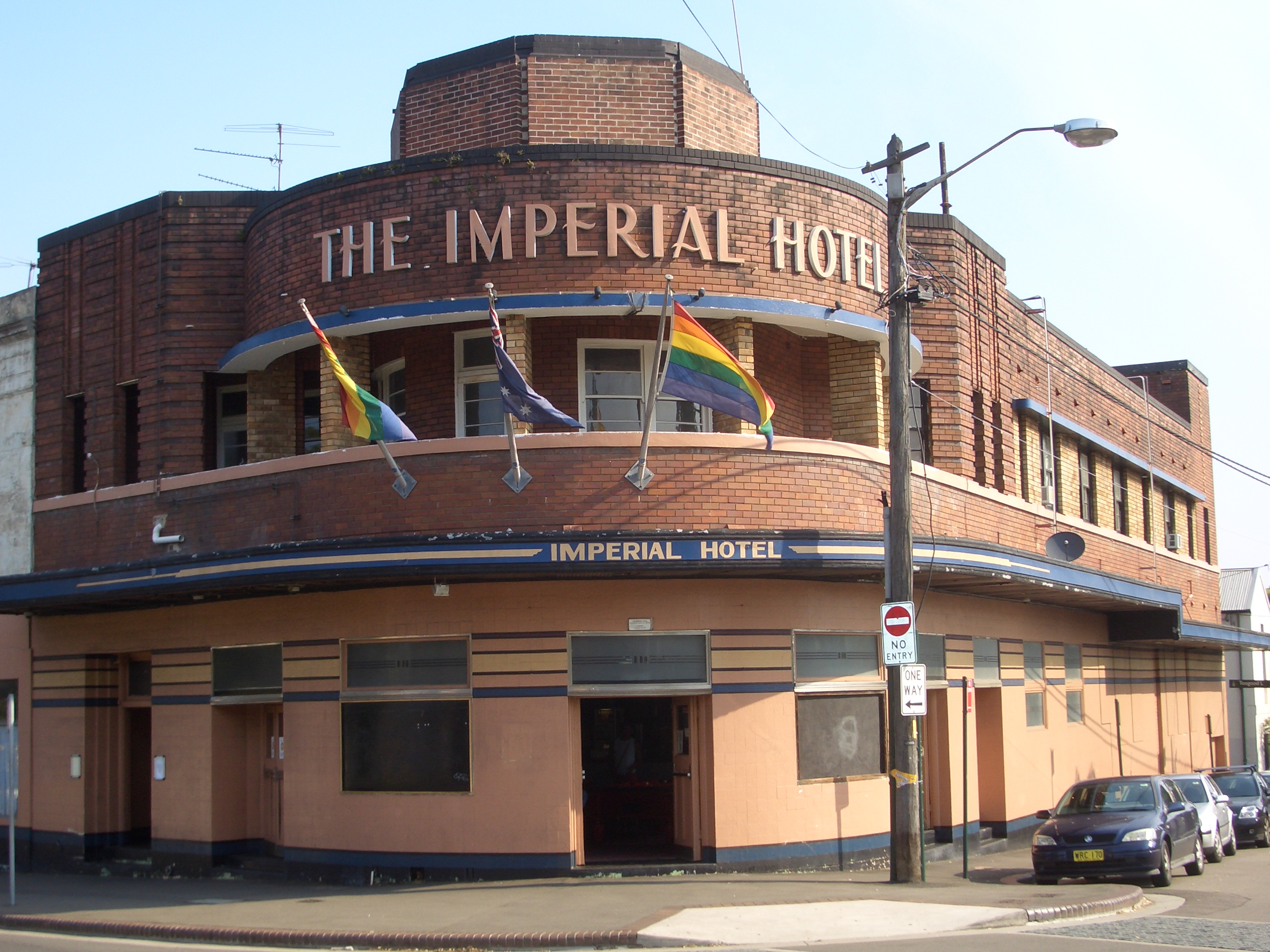
帝國酒樓
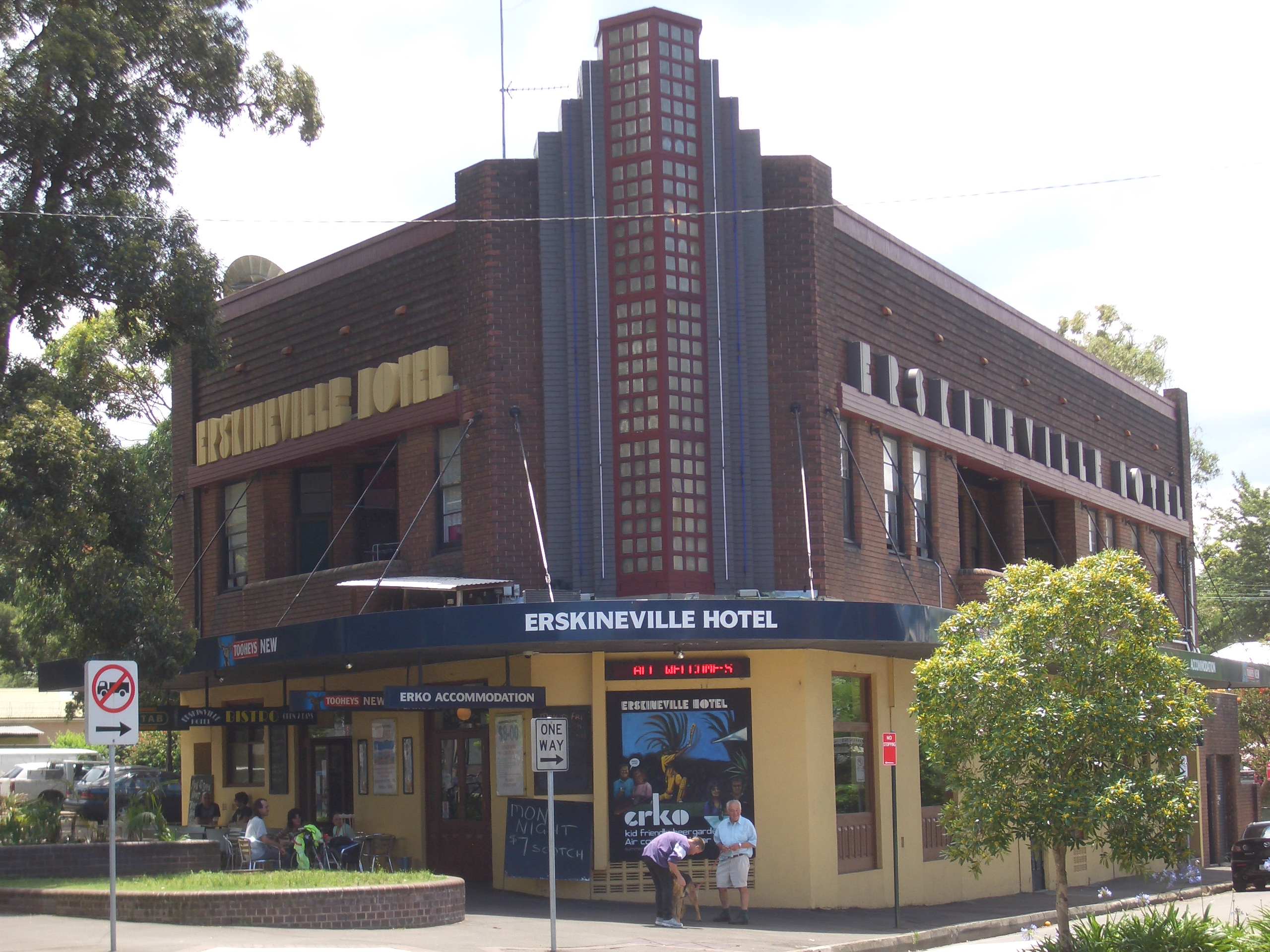
亞士堅胡酒樓
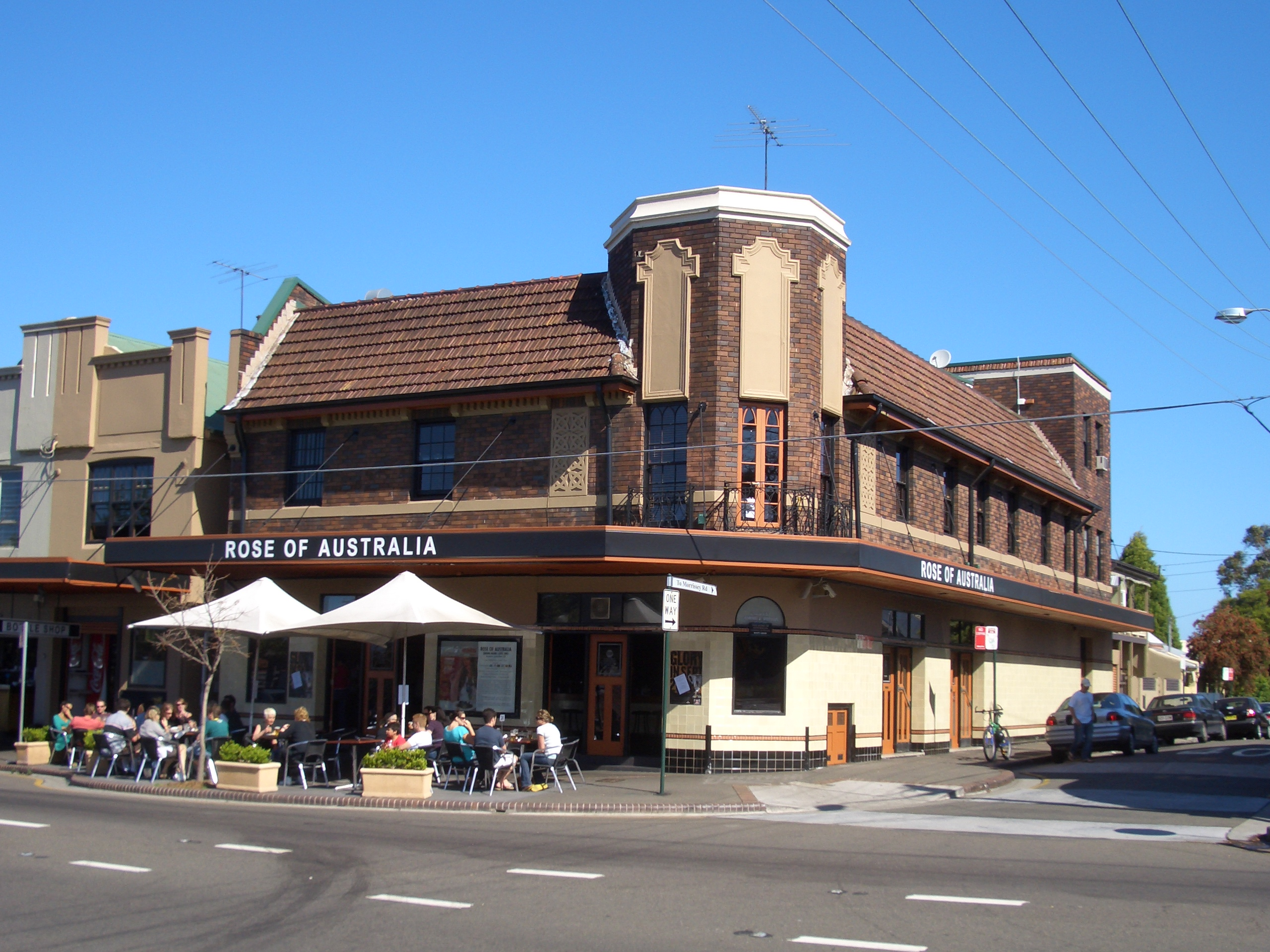
澳洲玫瑰酒樓
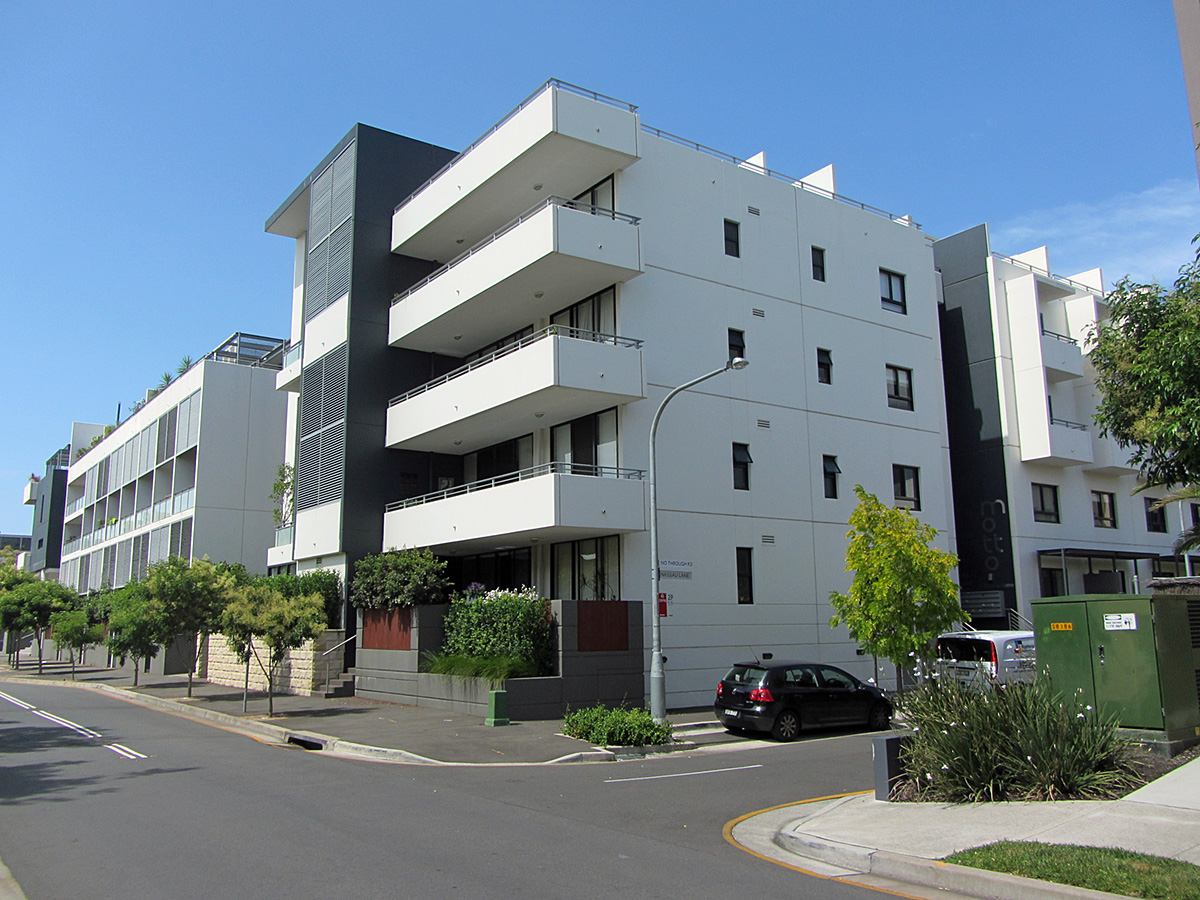
住宅樓宇
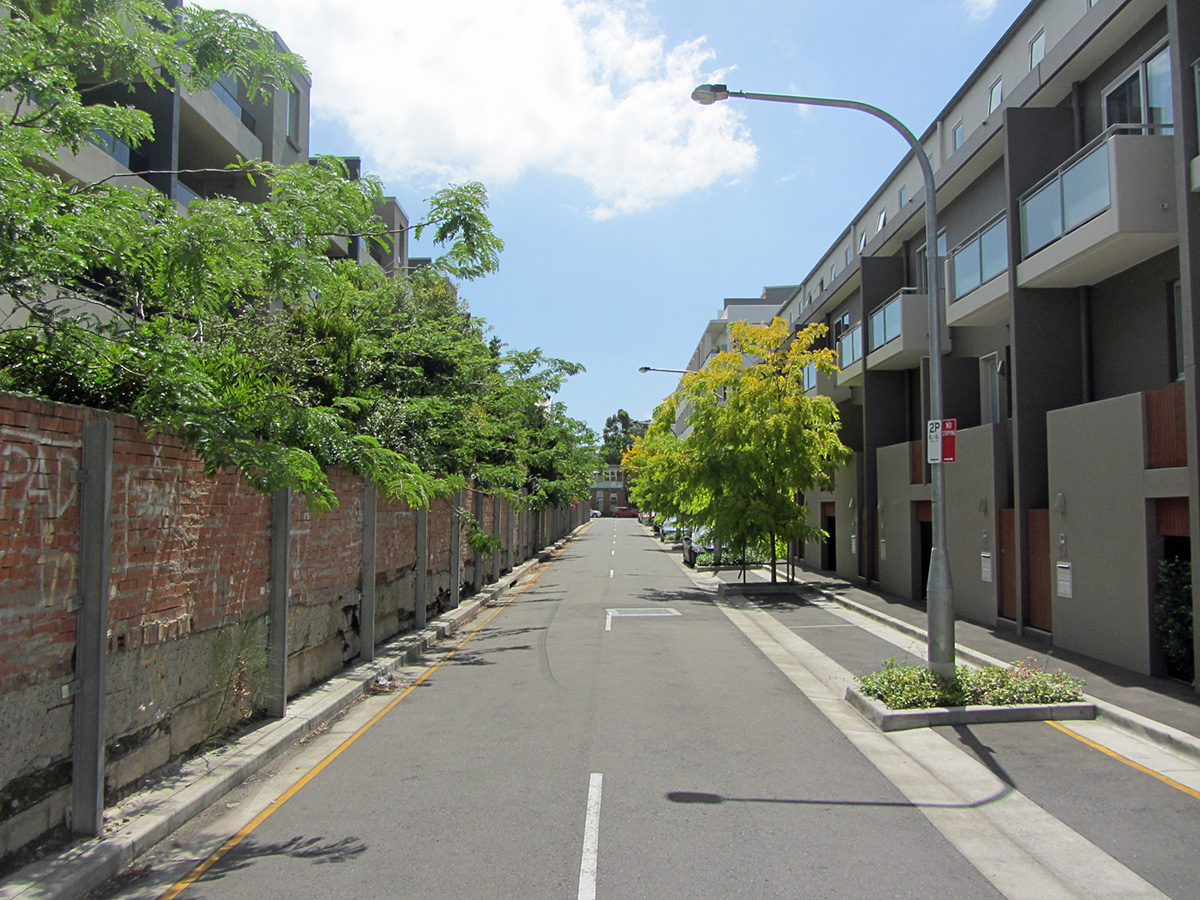
區內里巷
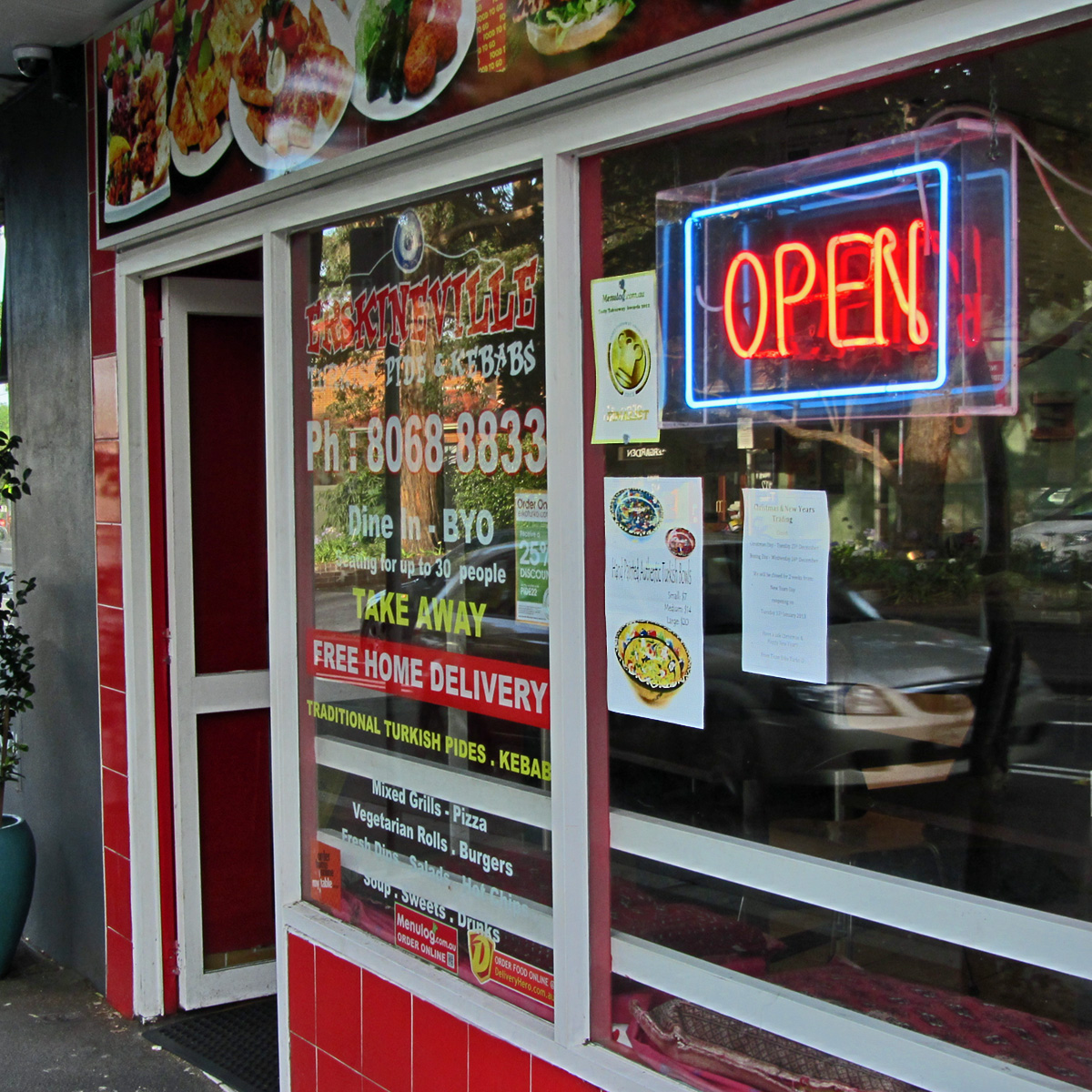
烤肉鋪

## 外部連結
- Ashmore Precinct Renewal Project （页面存档备份，存于）

33°54′17″S 151°11′05″E / 33.90476°S 151.18479°E